# Wilhelm Becker (Unternehmer)
Wilhelm Becker (* 31. Dezember 1913 in Osburg, Hunsrück; † 4. Dezember 1994 in Düsseldorf) war ein deutscher Kaufmann, Unternehmer. Er war Gründer des Autohauses Auto Becker.

## Leben
Wilhelm Becker war das zwölfte Kind eines Kleinbauern aus Osburg bei Trier an der Mosel. Weil er als siebter Sohn in Folge zur Welt kam, war Kaiser Wilhelm II. Ehrenpate und er bekam den Namen Wilhelm. Seine Heimat bezeichnete Becker als „eine der ärmsten Landschaften in Deutschland“. Als Kind musste er im elterlichen Bauernhof mitarbeiten und mit 14 Jahren eine Arbeit annehmen, da für eine Berufsausbildung kein Geld bereitstand.
So wurde Becker zuerst Holzfäller und Arbeiter im Weinberg, dann Gelegenheitsarbeiter auf einem Rittergut. Um dem kargen Leben zu entgehen, bewarb er sich 1930 mit 17 Jahren bei der Reichswehr, machte sich aber keine großen Hoffnungen, angenommen zu werden. Die Reichswehr umfasste nämlich nur 100.000 Mann. Dort unterzukommen war populär, da es praktisch die einzige Möglichkeit darstellte, als ungelernter Arbeiter aufzusteigen. Zu seiner Überraschung nahm man Becker aber an.
Die Reichswehr teilte Becker zur ersten deutschen vollmotorisierten Versuchseinheit ein, welche im südthüringischen Meiningen stationiert war. Dort lernte er Funktion und Reparatur aller Teile der Fahrzeugtechnik kennen. Der Übergang der Reichswehr zur Wehrmacht beendete schließlich die militärische Laufbahn, Becker kehrte als Gefreiter mit allen Führerscheinen ins Zivilleben zurück.
Zunächst war Becker als Lastwagenfahrer, dann als Privatchauffeur tätig, bis er in einer Zeitung eine Annonce der Firma Opel las. Das Unternehmen suchte Arbeiter für das neu gebaute Opelwerk Brandenburg. Dort folgte nach Fließband-Tätigkeiten eine Position als Vorarbeiter und schließlich das Einfahren der produzierten Fahrzeuge. Das Ende einer Verlobung veranlasste Becker 1936 schließlich, Berlin zu verlassen.
Becker ging zur Polizei und wurde nach Köln gerufen, wo er nach einer Schulung bei der Verkehrspolizei unterkam. Nach der Annektierung Österreichs 1938 wurde seine Einheit nach Wien beordert. Beim Transport fiel der LKW-Fahrer aufgrund eines Schwächeanfalls aus. Becker sprang ein, den Vorgesetzten beeindruckten die Fahrkünste, so dass eine Ausbildung zum Polizei-Fahrlehrer in Berlin folgte. Die Kriegszeit verbrachte Becker als Polizeifuhrpark- und Werkstattleiter in Polen, Russland und schließlich Norwegen, wo er noch zwei Jahre als Kriegsgefangener blieb, bis er wieder nach Deutschland kam.
Becker fand sich in Düsseldorf wieder und hielt es für besser, dort zu bleiben, anstatt wieder in den Hunsrück zu gehen, obwohl sich die Lebensmittelversorgung auf dem Land unproblematischer gestaltete. Er versuchte, bei der örtlichen Opel-Niederlassung unterzukommen, doch diese musste zuerst die bisherigen Mitarbeiter aufnehmen, und machte sich dann selbstständig. Es begann mit einem Tauschhandel, der Bekannte eines Bekannten besaß 17″-Reifen, benötigte aber die Größe 16″. Ein Mann, der mit Becker zusammen in einem Haus wohnte, hatte das umgekehrte Problem und konnte so vermittelt werden.
Am 27. September 1947 gründete Becker schließlich auf einem Trümmergrundstück in Düsseldorf einen Gebrauchtwagen-Handel, aus dem sich in den folgenden Jahren das weltbekannte Unternehmen Auto Becker entwickelte. Becker war Geschäftsführer Auto-Becker GmbH & Co. KG, der Auto-Supermarket GmbH und der Auto Becker Verwaltungsgesellschaft mbH.
In seinem Buch Meine Freunde die Millionäre erzählt Bernt Engelmann, er sei der erste Kunde Beckers gewesen. Dieser habe ihm 1947 mit großer Beredsamkeit einen schrottreifen – und wie sich später herausstellte gestohlenen – Wanderer Baujahr 1935 verkauft.
Unter den Kunden des Autohauses fanden sich zahlreiche Prominente. Zu Beckers Freunden zählte Walter Scheel, mit dem er sich häufig im Golfclub Hubbelrath sportlich betätigte. Becker war Mitglied der Vollversammlung der IHK Düsseldorf.
Wilhelm Becker war verheiratet mit Hildegard Becker. Er hatte die Söhne Helmut (* 1942), Achim (* 1950) und Harald (* 1953), die alle drei in das Unternehmen einstiegen.
Achim und Harald gründeten unabhängig davon Data Becker.

## Ehrungen
- 1975: Bundesverdienstkreuz
- Goldene Nadel der IHK Düsseldorf
- Goldene Plakette der Handwerkskammer
- 1979: Verdienstkreuz 1. Klasse der Bundesrepublik Deutschland[1]
- 1991: Großes Verdienstkreuz der Bundesrepublik Deutschland[2]